# D'Hautpoul (navire)
Pour les articles homonymes, voir Hautpoul et HMS Abercrombie.
Le D’Hautpoul (renommé HMS Abercrombie) était un vaisseau de 74 canons français de la classe Téméraire commandé par le capitaine Armand le Duc, avec un équipage de 680 hommes.
Ce vaisseau porte le nom du général d'Hautpoul, mort des suites d'une blessure reçue en menant des charges de cavalerie lors de la bataille d'Eylau.
Lors de son voyage inaugural le vaisseau avait pour mission, avec deux autres navires de 74 canons (le Courageux et le Polonais) et deux frégates (la Furieuse et la Félicité), de renforcer et ravitailler la Martinique. L'escadre était sous le commandement de Amable Troude sur le D'Hautpoul.
Apprenant la chute de la Martinique, l'escadre fit demi-tour, poursuivie par les Britanniques ; la chasse dura trois jours et deux nuits, conduite par le HMS Recruit, le HMS Neptune et le HMS Pompee. Le D'Hautpoul fut capturé par le HMS Pompee (ex-Pompée, un navire français de la classe Téméraire déjà capturé par les Anglais) le 17 avril 1809 après une heure et demie de canonnade.
Les Britanniques le renommèrent HMS Abercombie et le confièrent à Charles Napier. Il fut vendu en 1817.